# Kléber (metropolitana di Parigi)
Kléber è una stazione della metropolitana di Parigi sulla linea 6, sita nel XVI arrondissement.

## La stazione
Il terminal «commerciale» Charles de Gaulle - Étoile è troppo ingolfato per giocare il ruolo di efficace terminale tecnico della linea e per consentire i tempi di pausa ai manovratori dei treni.
La stazione Kléber ha dunque assunto questa funzione dotandosi di altri due binari. In essa si registrano delle fermate prolungate di alcuni treni sia prima che dopo l'inversione di marcia a Charles de Gaulle - Étoile.

## Interconnessioni
- Bus RATP - 22, 30
- Noctilien - N53